# Mykola Lukasch
Mykola Oleksijowytsch Lukasch (* 17. Dezember 1919 in Krolewez, Ukrainische Volksrepublik; † 29. August 1988 in Kiew, Ukrainische SSR) war ein polyglotter ukrainischer Übersetzer und Linguist, Vertreter der Sechziger.

## Leben
Lukasch kam in eine ukrainische Familie zur Welt und zeigte bereits als Kind sein linguistisches Talent. Schon im Alter von sieben Jahren sprach er Deutsch, Englisch und Französisch.
1937 begann er ein Studium an der Historischen Fakultät der Taras-Schewtschenko-Universität Kiew. Nach dem Ende seines Studiums arbeitete er im Archiv, wo er die Dokumente über den Kolijiwschtschyna-Aufstand von Latein und Polnisch ins Ukrainische übersetzte. Während des Zweiten Weltkrieges hielt er sich in Charkiw auf. Dort unterrichtete er am Pädagogischen Institut Charkiw Deutsch und Französisch. Während seines Aufenthalts verfasste er die erste vollständige ukrainische Übersetzung von Goethes Fausts, die 1955 veröffentlicht wurde. Seit dem Jahr 1958 wohnte er in Kiew.
Nachdem Iwan Dsjuba 1973 für sein Buch „Internationalismus oder Russifikation?“ zu 5 Jahre Gefängnis und fünf Jahre im Exil verurteilt worden war, trat Lukasch für Dsjuba ein. Er schlug vor, ihn anstatt Dsjuba zu verurteilen, da Dsjuba Schwindsucht hatte. Dafür wurde Lukasch vom Nationalen Schriftstellerverband der Ukraine relegiert.
Als Dsjuba seine Werke veröffentlichen durfte, setzten sich Mykola Baschan und Oles Hontschar bei Wladimir Schtscherbitzki, dem Ersten Sekretär der Kommunistischen Partei der Ukraine, für Lukasch ein, damit auch dieser seine Werke zu veröffentlichen könne. Schtscherbitzki antwortete, dass die Kommunistische Partei nichts gegen Lukasch habe und es die Frage an den Schriftstellerverband der Ukraine sei, seine Mitgliedschaft zu aktualisieren.
Die Lage änderte sich 1979, als Witalij Korotytsch Lukasch vorschlug, für die Zeitschrift „Witschysna“ einige Poemen von Ungarisch in Ukrainisch zu übersetzen.
In den Nationalen Schriftstellerverband wurde Lukasch erst 1986 wieder aufgenommen, als er schon krank war. Die meistens seiner Werke wurden erst nach seinem Tod veröffentlicht. Er wurde auf dem Baikowe-Friedhof in Kiew bestattet.
Straßen in Kiew, Lwiw und Sumy tragen seinen Namen.
Lukasch sprach über 20 Fremdsprachen und schrieb Werke in mehr als 12 Sprachen.

## Ehrungen
Anlässlich seines 100. Geburtstages gab die Nationalbank der Ukraine 2020 ihm zu Ehren eine 2-Hrywnja-Gedenkmünze heraus.